# ميركافا
ميركافا (حرفيا: مركبة) (بالعبرية: מרכבה  هي دبابة إسرائيلية الصنع تتسع لطاقم مكون من 4 جنود ويبلغ طولها 7,6 متر وعرضها 3,72 متر وارتفاعها 2,6 متر ووزنها حوالي 63 - 65 طن. تبلغ أقصى سرعة لها 60 كم في الساعة. قررت إسرائيل في عام 1970 البدء في صناعة دبابة محلية، ومضت في خططها واستفادت من حروبها السابقة في صنع ميركافا توائم الاحتياجات الإسرائيلية فيما يختص بالسرعة والقدرة النيرانية. أكثر ما ركزت عليه الصناعة العسكرية الإسرائيلية هو تأمين سلامة طاقم الدبابة نظرًا لقلة عدد سكان إسرائيل. بسبب حرب عام 1967 فرضت فرنسا حظرًا تجاريًّا على إسرائيل، ما دفعها إلى التعاقد مع بريطانيا على الدخول في خطة إنتاج مشترك للدبابة «تشيفتين»، لكن بريطانيا انسحبت بعدها بسبب الضغوط العربية عليها وألغت الصفقة.

## تاريخ

### التطوير منذ 1979
خرجت أول ميركافا-1 في عام 1979، بعدما تم تسليحها بمدفع من عيار 105 ملم، وصممت لتناسب الطبيعة الوعرة لشمال فلسطين ومرتفعات الجولان السورية، وشاركت في غزو لبنان عام 1982. تميز الطراز الأول من هذه الدبابة بمحرك ديزل مثبت في جزئها الأمامي، بينما حجرة القتال تقبع في مؤخرتها، مما أتاح لها حماية طاقمها. تلَتها ميركافا-2 عام 1983، وركز مصمموها على ملاءمتها لحروب المدن بعد خبرة حرب لبنان، عبر إضافة مدفع رشاش مضاد للأفراد عيار 60 مللي، وإدخال بعض التحسينات على تدريعها ونظام السيطرة على النيران. تلتها ميركافا -3 في عام 1990، والتي شهدت زيادة القدرة النيرانية لها بمدفع من عيار 120 ملم ذي البطانة الملساء، مع بعض التحسينات الأخرى على تدريعها وبرجها، لتخرج ميركافا -3 باز" (وهو اختصار يتكوَّن من الحرفين الأوّلين من الكلمتين: "باراك زُوهير" ومعناه: "البرق اللامع"). الاستخدام العسكري الأبرز للطراز الثالث يتمثل في اقتحام المدن الخاضعة للحكم الذاتي الفلسطيني والمخيمات الفلسطينية، لكن نجاح المقاومين الفلسطينيين في إعطاب هذا الطراز عجل بنزول الطراز الرابع إلى الخدمة.
وفي عام 2004 دخلت الدبابة ميركافا -4 الخدمة بالجيش الإسرائيلي مستخدمة ذات المدفع من عيار 120 ملم، مع المزيد من التحسينات على نظام السيطرة على النيران والتدريع وبعض المساعدات الدفاعية.
رغم الدعايات الإسرائيلية عن قوة هذه الدبابة ومناعتها، لكن رجال حزب الله تمكنوا من تحييد ميركافا-4 وتسببوا في تكبيد مدرعات الجيش الإسرائيلي خسائر نسبية في الأرواح حيث تعرّضت الميركافا لانتكاسة في حرب تموز 2006 مع لبنان، ما أثبت للآن عدم صحة الدعاية العسكرية الإسرائيلية. تتكتم إسرائيل على عدد دبابات ميركافا التي تم إنتاجها، على أن بعض التقديرات تشير إلى إنتاج قرابة 1500 دبابة ميركافا على الأقل.

### كتائب القسام تدمرها لأول مرة في 2001
في 21 نيسان/ أبريل لعام 2001م، تمكن مقاتلون من كتائب عز الدين القسام الجناح العسكري لحركة المقاومة الإسلامية (حماس) من إحداث علامة فارقة في التطور النوعي، والتي سُجلت كإحدى المحطات الهامة في تاريخ المقاومة الفلسطينية.
حيث وثّق مجاهدو الوحدة "103" في كتائب القسام عملية تفجير مصورة بالفيديو في سابقة هي الأولى من نوعها لعبوة ناسفة بدبّابة إسرائيلية من نوع «ميركافا» شرق الشجاعية شرق مدينة غزة، مما أدى إلى إعطابها بعد إصابتها بشكل مباشر، وإصابة جنديين إسرائيليين.

## المصممون الرئيسيون
وضع أسُس مشروع تصميم دبّابة الميركافا يسرائيل طال، وهو أحد القادة الكبار في الجيش الإسرائيلي، ومن كبار المساهمين في تطوير قوّات المدرّعات في الجيش الإسرائيلي أمّا مُصمِّم الميركافا فهو المهندس يسرائيل تيلان.

## الخصائص العامة

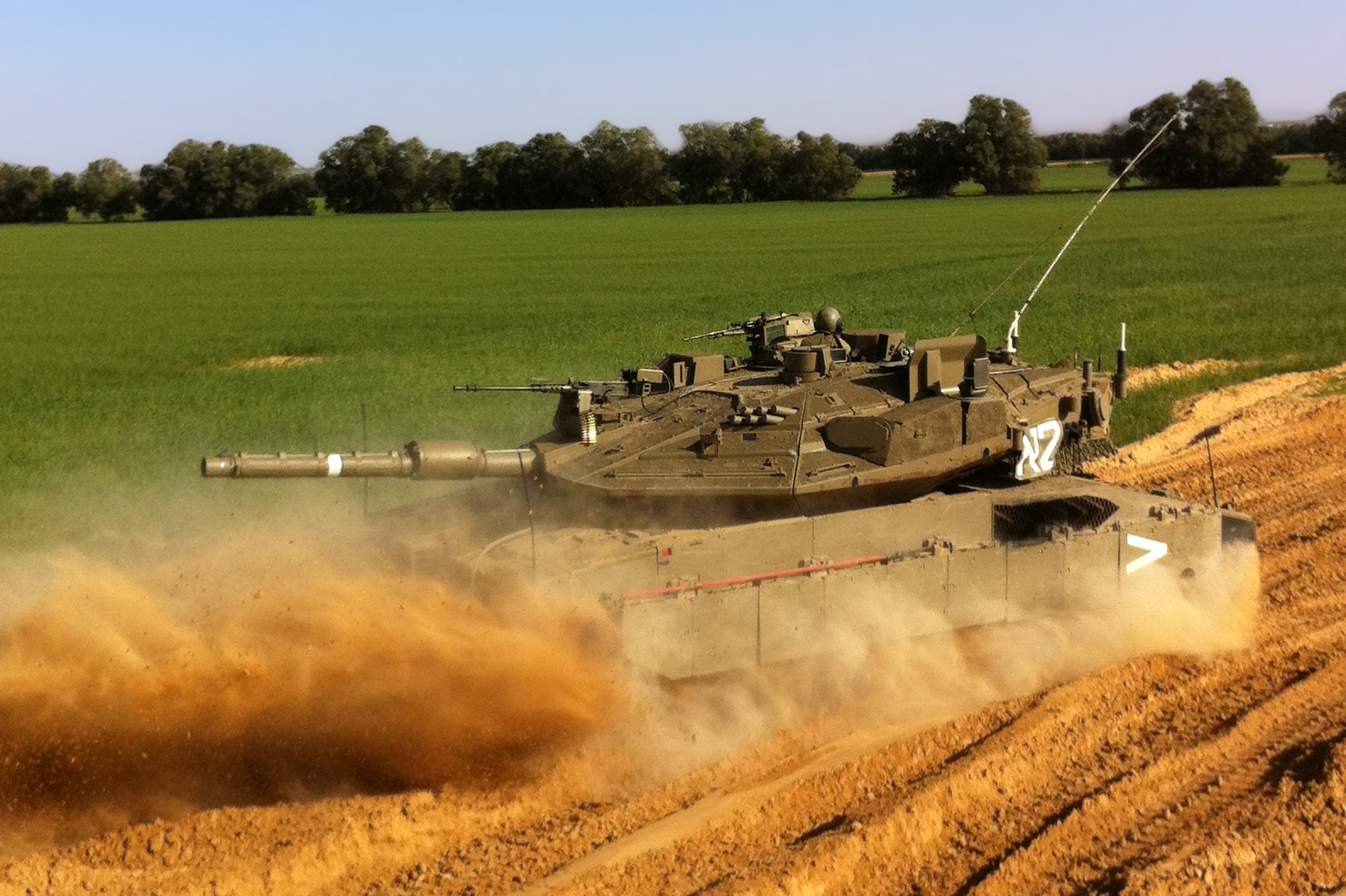
الدّبابة "ميركافا" على حدود غزة في 2012، ويظهر عليها نظام الحماية الدفاعي تروفي والذي أصبح فعالا منذ 2011

## عدة نماذج وأنواع
- ميركافا علامة 1
- ميركافا علامة 2
- ميركافا علامة 3
- ميركافا علامة 4

### آليات مشتقة عنها

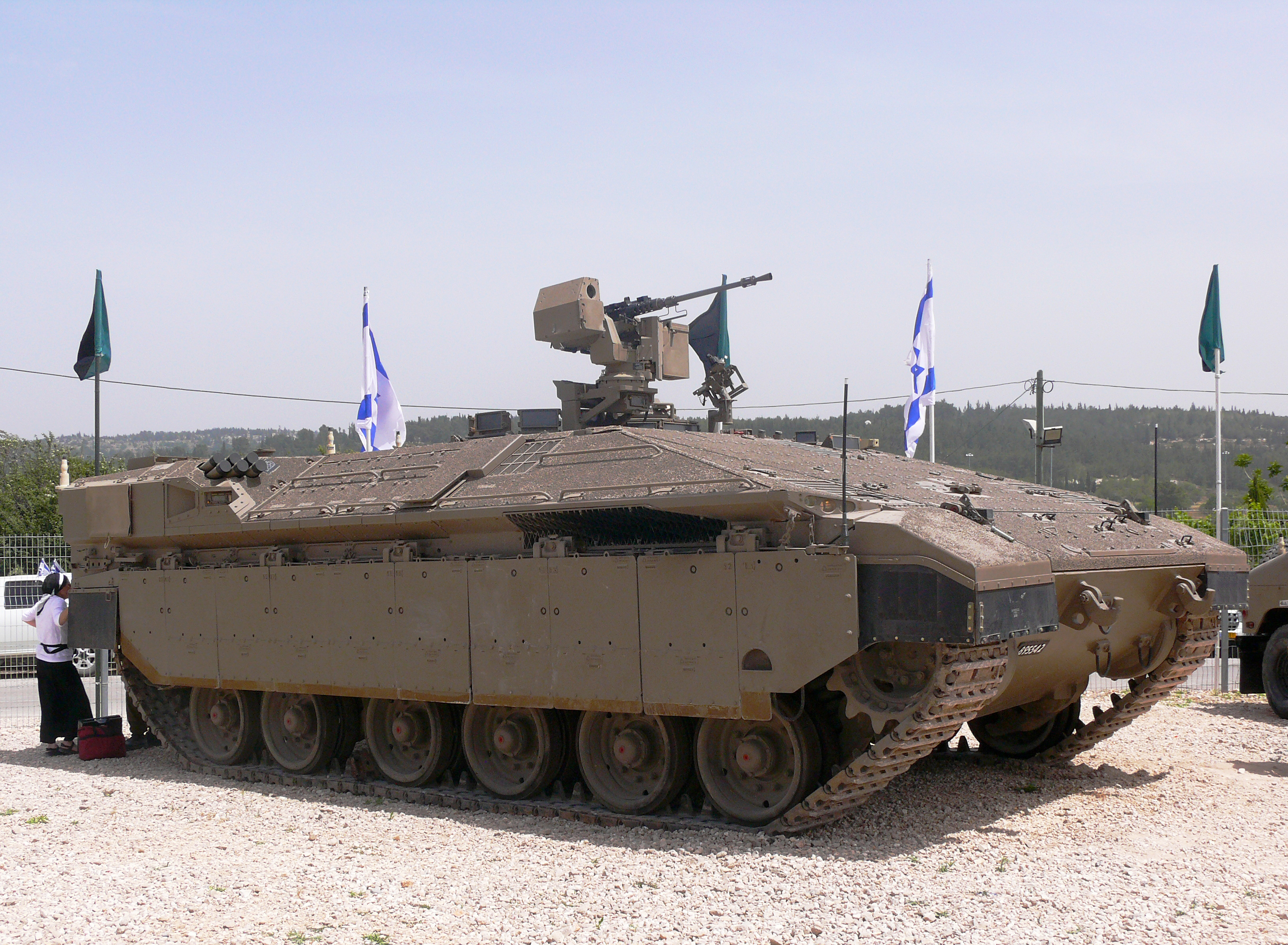
ناقلة الجند نامير، إحدى مشتقات الميركفا

تم تعديلها لتكون آليات مختلفة حسب نوع العمل، مما أوصل لإطلاق أنواع جديدة من المركبات مشتقة عنها، مثل ناقلات الجند والآليات ذات المدفع الكبير أو غيرها.